# Quadratkrabben
Die Quadratkrabben (Grapsidae) sind eine Familie von Krebstieren aus der Teilordnung der Krabben (Brachyura) in der Ordnung der Zehnfußkrebse (Decapoda). Sie leben semiaquatisch (halb an Land, halb im Wasser) sowohl an Süßgewässern wie auch am Meer. Sie kommen hauptsächlich in den Tropen vor, nur wenige Arten leben in gemäßigten Breiten.
Quadratkrabben sind an ihrem typischen quadratischen, abgeflachten Körper zu erkennen. Die Kiemenhöhle der Quadratkrabben muss mit Feuchtigkeit versorgt werden. Deshalb und zum Absetzen der Larven müssen die Quadratkrabben ins Wasser zurückgehen.

## Systematik

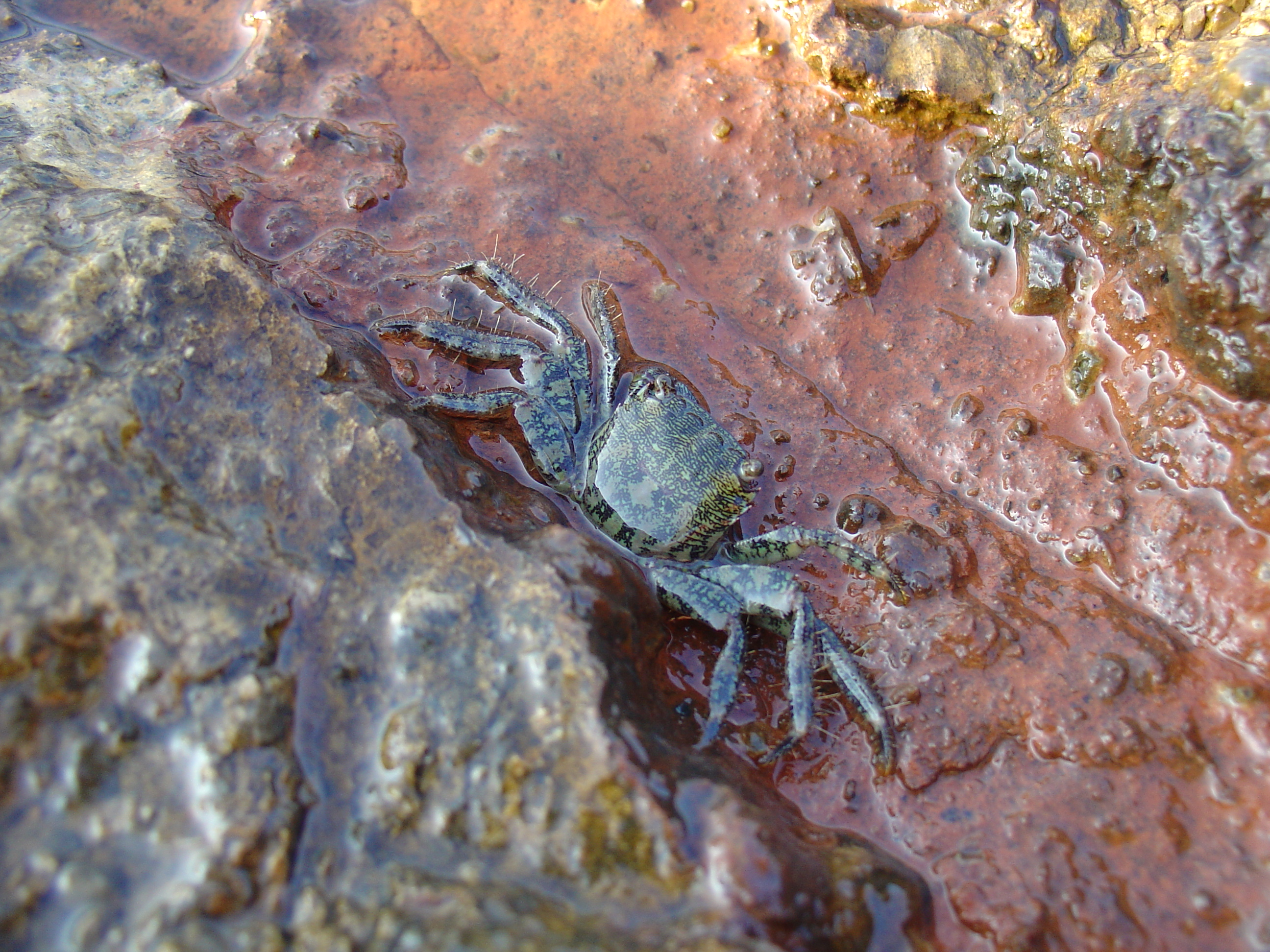
Pachygrapsus marmoratus am Cabo Palus, Spanien

Die Familie der Quadratkrabben besteht aus 7 rezenten Gattungen mit insgesamt 42 Arten, 4 davon ausgestorben, und 2 ausgestorbenen monotypischen Gattungen:
- Geograpsus Stimpson, 1858 - 6 Arten, eine davon ausgestorben
- Goniopsis De Haan, 1833 - 3 Arten
- Grapsus Lamarck, 1801 - 8 Arten, u. a.:
  - Rote Klippenkrabbe (Grapsus grapsus): Die Krabbenart ist auf den Galapagos-Inseln und an der südamerikanischen Pazifikküste heimisch.
  - Rote Felsenkrabbe (Grapsus adscensionis)
- Leptograpsus H. Milne Edwards, 1853 - monotypische Gattung
  - Leptograpsus variegatus (H. Milne Edwards, 1853)
- Litograpsus Schweitzer & Karasawa, 2004 † - monotypische ausgestorbene Gattung
  - Litograpsus parvus (Müller & Collins, 1991) †
- Metopograpsus H. Milne Edwards, 1853 - 9 Arten, zwei davon ausgestorben
- Miograpsus Fleming, 1981 † - monotypische ausgestorbene Gattung
  - Miograpsus papaka Fleming, 1981 †
- Pachygrapsus Randall, 1840 - 14 Arten, eine davon ausgestorben. Die Arten dieser Gattung sind weltweit verbreitet. Sie sind auch am Mittelmeer und auf den Inseln des östlichen Atlantik an Felsküsten, Befestigungen und an Hafenmauern häufig zu finden.
- Planes Bowdich, 1825 - monotypische Gattung
  - Planes minutus (Linnaeus, 1758)